# خورشیدگرفتگی ۷ فوریه ۲۰۷۳
خورشیدگرفتگی ۷ فوریه ۲۰۷۳ (به انگلیسی: Solar eclipse of February 7, 2073) یک خورشیدگرفتگی از نوع خورشیدگرفتگی جزئی است. این خورشیدگرفتگی در تاریخ ۷ فوریه ۲۰۷۳ میلادی (‎۱۹ بهمن ۱۴۵۱ خورشیدی) روی خواهد داد که زمان اوج آن، ساعت ۱:۵۵:۵۹ به‌وقت ساعت هماهنگ جهانی است.